# 毕伯克
毕伯克，姬姓，毕氏，名克，是毕公高的后裔。韩城梁带村出土了毕伯克鼎，铭文为“毕伯克肇作朕丕显皇祖受命毕公鼎彝”。